# Junior Murvin
Junior Murvin, all'anagrafe Murvin Junior Smith (Port Antonio, 1949 circa – Port Antonio, 2 dicembre 2013), è stato un cantante giamaicano.

## Biografia
La sua carriera musicale inizia con l'incisione per la Gayfeet di Sonia Pottinger dei brani Miss Kushie nel 1966, e successivamente di Slipping e Jennifer, incisi con lo pseudonimo Junior Soul.
Dal 1968, lavora con il produttore Derrick Harriott e l'etichetta Crystal, per il quale inciderà pezzi come Solomon, One Wife, Hustler, Magic Touch, Big Boy, Glendevon Special, Chatty Chatty, Yellow Basket e Rescue Children.
Il suo maggior successo è il singolo Police and Thieves, prodotto da Lee "Scratch" Perry nel 1976. La voce in falsetto e la ritmica fecero di Police and Thieves un successo internazionale nell'estate del 1976. Il pezzo ebbe influenza anche su gruppi come i Clash, che lo inserirono nel loro disco di esordio, The Clash, nel 1977, e Boy George, che ne fece una cover nel 1997.
Il musicista australiano Paul Kelly inserirà un riferimento a Murvin nella sua canzone di Natale, How to Make Gravy.
La più recente produzione musicale di Murvin è il singolo Wise Man, pubblicato dalla Dubwise nel 1998.
Da tempo sofferente di una grave forma di diabete, è scomparso nel dicembre 2013.

## Discografia

### Album studio
- 1977 - Police and Thieves (Mango Records)
- 1978 - Tedious (Mango Records)
- 1984 - Muggers in the Street (Greensleeves Records)
- 1990 - Signs and Wonders (Live & Learn)

### EP
- 1982 - Bad Man Posse (Dread at Control)

### Raccolte
- 2003 - World Cry (Sunvibe)
- 2007 - Inna de Yard (Makasound)